# Lijst van eilanden van Tunesië
Dit is een lijst van eilanden van Tunesië.
- Cani-eilanden
- Chikly
- Djerba[1]
- Fratelli-eilanden
- Galita
- Kerkenna-eilanden[1]
- Kneiss
- Kuriat-eilanden
- Pilau
- Plane-eiland
- Zembra